# Dedza (district)
Dedza is een district in het midden van Malawi. De hoofdstad van het district heet ook Dedza. Het district heeft een oppervlakte van 3624 km² en een inwoneraantal van ongeveer 487.000.